# Європейська академія наук та образотворчих мистецтв
47°48′00″ пн. ш. 13°02′00″ сх. д. / 47.8° пн. ш. 13.033333° сх. д.
Європейська академія наук та образотворчих мистецтв (англ. European Academy of Sciences and Arts – EASA в Зальцбургу) — міжнародна неурядова організація, створена в 1990 році державами-членами Європейської Спільноти.
Членами академії є понад 2000 найвидатніших учених та художників з усієї Європи, в тому числі 31 нобелівський лауреат. EASA прагне аналізувати та вирішувати у співпраці з представниками влади, релігій та релігій проблеми, що стоять перед європейським співтовариством, та підтримувати загальноєвропейську наукову та мистецьку творчість.
Європейська академія наук і мистецтв об'єднує представників гуманітарних, медичних, мистецьких, природничих, соціальних (включаючи право та економіку), технічних, релігійних та управлінських наук. EASA регулярно бере участь у проектах та організовує заходи для кожного з цих напрямків досліджень. Шість інститутів співпрацюють з Академією, а також вона має власний університет Alma Mater Europaea, що базується в Зальцбурзі, Австрія.